# 卡爾特利-卡赫蒂王國

卡尔特利-卡赫蒂王國的疆域

卡尔特利-卡赫蒂王國，又译为卡特利-卡赫季王國，建立于1762年，灭于1801年，是格鲁吉亚东部两个国家卡尔特利王国和卡赫蒂王国统一而成。从16世纪早期开始，根据1555年的《阿马西亚和约》两个王国受到伊朗控制。1744年，纳迪尔沙将卡尔特利王位给予泰穆拉兹二世，卡赫蒂王位给予自己的儿子赫拉克勒斯二世。1747年纳迪尔沙死后，两个国王利用伊朗政局不稳宣布事实上的独立，1762年泰穆拉兹二世死后，赫拉克勒斯继承其位实际上将两国统一。1801年，俄国亚历山大一世违背乔治亚夫斯克条约将该国吞并。

## 來源
- Fisher, William Bayne; Avery, P.; Hambly, G. R. G; Melville, C.  7. Cambridge: Cambridge University Press. 1991  [2019-05-21]. ISBN 0521200954. （原始内容存档于2017-02-05）.
- Hitchins, Keith. . : 541–542. 1998  [2019-05-21]. （原始内容存档于2019-05-17）. |article=和|title=只需其一 (帮助)
- Mikaberidze, Alexander.  1. ABC-CLIO. 2011. ISBN 1598843362.
- Perry, John. . . Cambridge: Cambridge University Press. 1991: 63–104  [2019-05-21]. ISBN 9780521200950. （原始内容存档于2019-02-19）.
- Perry, John R. . Oneworld Publications. 2006. ISBN 978-1851684359.
- Suny, Ronald Grigor. . Indiana University Press. 1994. ISBN 978-0253209153.

## 外部連結
维基共享资源上的相關多媒體資源：Kingdom of Kartli-Kakheti
- Boris Yeltsin Presidential Library: Kingdom of Kartli-Kakheti webpage（页面存档备份，存于）—（英文）